# Sattawat Pongnairat
Sattawat Pongnairat (* 8. Mai 1990 in New York City) ist ein US-amerikanischer Badmintonspieler. Seine Eltern sind thailändischer Herkunft.

## Karriere
Sattawat Pongnairat gewann bei den Panamerikameisterschaften 2010 Silber mit dem US-amerikanischen Team und Bronze im Mixed. 2011 erkämpfte er sich Silber im Herrendoppel bei den Panamerikaspielen. 2011 nahm er auch an der Badminton-Weltmeisterschaft teil.

## Sportliche Erfolge
| Saison | Veranstaltung           | Disziplin    | Platz | Name                                      |
| ------ | ----------------------- | ------------ | ----- | ----------------------------------------- |
| 2010   | Panamerikameisterschaft | Team         | 2     | USA                                       |
| 2010   | Panamerikameisterschaft | Mixed        | 3     | Sattawat Pongnairat / Cee Nantana Ketpura |
| 2011   | Panamerikaspiele        | Herrendoppel | 2     | Sattawat Pongnairat / Halim Haryanto      |
| 2012   | USA-Meisterschaft       | Herreneinzel |       | Sattawat Pongnairat                       |
| 2013   | Boston Open             | Herreneinzel |       | Sattawat Pongnairat                       |